# خلیج سنت لورنس

موقعیت خلیج سنت لورنس در کانادا

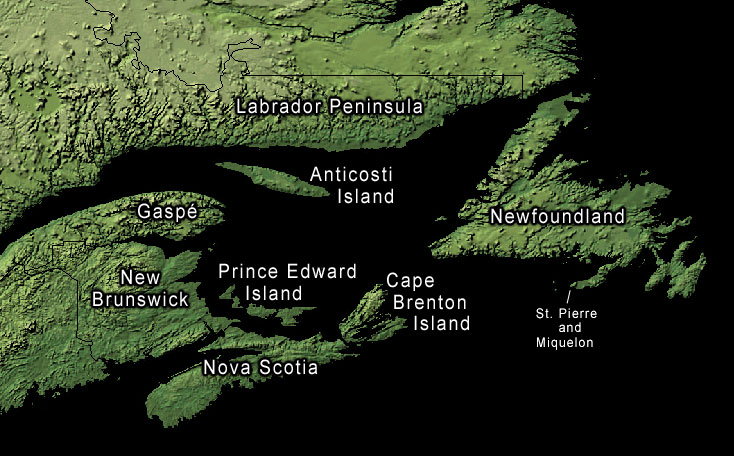
محدودهٔ خلیج سنت لورنس و جزایر آن

خلیج سنت لورنس (به انگلیسی: Gulf of Saint Lawrence) یا خلیج سن‌لوران (به فرانسوی: Golfe du Saint-Laurent) بخشی از آب‌های شمال غربی اقیانوس اطلس است که در جنوب شرقی کانادا در میان نیوبرانزویک، نوا اسکوشیا، نیوفاندلند و کِبـِک واقع شده و گستره‌ای ۴۰۰ کیلومتری را از دهانهٔ رود سنت لورنس تا نیوفاندلند در شرق را پوشش می‌دهد. پهنای این خلیج در عریض‌ترین نقطهٔ آن ۸۰۰ کیلومتر است و مساحت آن در برخی منابع ۲۵۹٬۰۰۰ کیلومتر مربع و در برخی دیگر ۱۵۵٬۰۰۰ کیلومتر مربع ذکر شده‌است.
خلیج سنت لورنس از طریق تنگه‌های کابوت، کانسو و بل آیل به اقیانوس اطلس راه دارد. همچنین جزیره‌های پرنس ادوارد، آنتیکاستی، مدلین و چندین جزیرهٔ کوچک در این خلیج واقعند.
مه‌گرفتگی در خلیج سنت لورنس امری مکرر است و به دلیل وجود توده‌های یخ این خلیج را از اوایل دسامبر تا اواسط آوریل بر روی کشتی‌ها می‌بندند. خلیج سنت لورنس در عین حال یکی از مکان‌های مهم برای ماهی‌گیری به‌ویژه ماهی روغن به‌شمار می‌آید.